# Chołtoson
Chołtoson (ros. Холтосон) – wieś w Rosji, w Buriacji, w rejonie zakamieńskim. W 2010 liczyła 877 mieszkańców.